# 1. ŽNL Zadarska 2018./19.
1. ŽNL Zadarska u sezoni 2018./19. predstavlja prvi stupanj županijske lige u Zadarskoj županiji, te ligu četvrtog ranga hrvatskog nogometnog prvenstva. U natjecanju sudjeluje četrnaest klubova koji igraju dvokružnu ligu (26 kola). 

Ligu je osvojila momčad "Pakoštana".

## Sudionici
- Arbanasi – Zadar
- Bibinje – Bibinje
- Dalmatinac – Crno, Zadar
- Dragovoljac – Poličnik
- Hajduk – Pridraga, Novigrad
- Hrvatski Vitez – Posedarje
- Pag – Pag
- Pakoštane – Pakoštane
- Polača – Polača
- Sabunjar – Privlaka
- Škabrnja '91 – Škabrnja
- Velebit – Benkovac
- Zemunik – Zemunik Donji
- Zlatna luka- Sukošan

## Ljestvica
| Poz. | Momčad                   | U  | P  | N | I  | G+ | G– | G+/– | Bod. | Nastavak natjecanja ili ispadanje |
| ---- | ------------------------ | -- | -- | - | -- | -- | -- | ---- | ---- | --------------------------------- |
| 1.   | Pakoštane (P)            | 24 | 17 | 2 | 5  | 57 | 21 | +36  | 53   | Kvalifikacije za 3. HNL – Jug     |
| 2.   | Hrvatski vitez Posedarje | 24 | 14 | 4 | 6  | 47 | 25 | +22  | 46   |                                   |
| 3.   | Škabrnja '91             | 24 | 13 | 7 | 4  | 46 | 29 | +17  | 46   |                                   |
| 4.   | Dragovoljac Poličnik     | 24 | 14 | 2 | 8  | 41 | 18 | +23  | 44   |                                   |
| 5.   | Hajduk Pridraga          | 24 | 12 | 6 | 6  | 50 | 36 | +14  | 42   |                                   |
| 6.   | Velebit Benkovac         | 24 | 12 | 3 | 9  | 54 | 34 | +20  | 39   |                                   |
| 7.   | Bibinje                  | 24 | 11 | 5 | 8  | 40 | 27 | +13  | 37   |                                   |
| 8.   | Dalmatinac               | 24 | 11 | 4 | 9  | 31 | 22 | +9   | 37   |                                   |
| 9.   | Zemunik                  | 24 | 11 | 4 | 9  | 45 | 52 | −7   | 37   |                                   |
| 10.  | Zlatna Luka Sukošan      | 24 | 9  | 1 | 14 | 43 | 49 | −6   | 28   |                                   |
| 11.  | Sabunjar Privlaka        | 24 | 5  | 3 | 16 | 25 | 60 | −35  | 18   |                                   |
| 12.  | Polača                   | 24 | 5  | 0 | 19 | 32 | 74 | −42  | 14   |                                   |
| 13.  | Arbanasi                 | 24 | 0  | 3 | 21 | 14 | 78 | −64  | 3    |                                   |
| 14.  | Pag (R)                  | 0  | 0  | 0 | 0  | 0  | 0  | 0    | −7   | 2. ŽNL                            |

1. ↑  1 bod oduzet od saveza.
2. ↑  1 bod oduzet od saveza.
3. ↑  7 bodova oduzeto od saveza.

## Rezultati
Izvor za raspored: Službeno glasilo NSZŽ 

Ažurirano: 10. lipnja 2019. 
| 1. kolo                   | 1. kolo |
| ------------------------- | ------- |
| 15./16./26. rujna 2018.   |         |
| Hrvatski Vitez – Velebit  | 2:1     |
| Dragovoljac – Zlatna luka | 3:0     |
| Arbanasi – Škabrnja '91   | 1:1     |
| Zemunik – Bibinje         | 1:4     |
| Pag – Sabunjar            | 2:0     |
| Polača – Dalmatinac       | 3:1     |
| Hajduk – Pakoštane        | 0:0     |
| [ 4 ] [ 5 ]               |         |

| 2. kolo                  | 2. kolo |
| ------------------------ | ------- |
| 22./23. rujna 2018.      |         |
| Zlatna luka – Pakoštane  | 4:1     |
| Dalmatinac – Hajduk      | 1:1     |
| Sabunjar – Polača        | 1:3     |
| Velebit – Pag            | 5:0     |
| Bibinje – Hrvatski Vitez | 2:3     |
| Škabrnja '91 – Zemunik   | 2:2     |
| Dragovoljac – Arbanasi   | 3:0     |
| [ 6 ]                    |         |

| 3. kolo                       | 3. kolo |
| ----------------------------- | ------- |
| 26./29./30. rujna 2018.       |         |
| Arbanasi -Zlatna luka         | 1:2     |
| Zemunik – Dragovoljac         | 0:3     |
| Hrvatski Vitez – Škabrnja '91 | 1:1     |
| Pag – Bibinje                 | 2:3     |
| Polača – Velebit              | 2:5     |
| Hajduk – Sabunjar             | 4:1     |
| Pakoštane – Dalmatinac        | 1:0     |
| [ 7 ]                         |         |

| 4. kolo                      | 4. kolo |
| ---------------------------- | ------- |
| 6./7. listopada 2018.        |         |
| Zlatna luka – Dalmatinac     | 1:1     |
| Sabunjar – Pakoštane         | 1:5     |
| Velebit – Hajduk             | 5:0     |
| Bibinje – Polača             | 2:0     |
| Škabrnja '91 – Pag           | 9:0     |
| Dragovoljac – Hrvatski Vitez | 0:0     |
| Arbanasi – Zemunik           | 1:4     |
| [ 8 ]                        |         |

| 5. kolo                   | 5. kolo |
| ------------------------- | ------- |
| 13./14. listopada 2018.   |         |
| Zemunik – Zlatna luka     | 3:2     |
| Hrvatski vitez – Arbanasi | 8:3     |
| Pag – Dragovoljac         | 0:1     |
| Polača – Škabrnja '91     | 1:4     |
| Hajduk – Bibinje          | 1:1     |
| Pakoštane – Velebit       | 0:1     |
| Dalmatinac – Sabunjar     | 4:1     |
| [ 9 ]                     |         |

| 6. kolo                  | 6. kolo |
| ------------------------ | ------- |
| 20./21. listopada 2018.  |         |
| Zlatna luka – Sabunjar   | 0:1     |
| Velebit – Dalmatinac     | 1:1     |
| Bibinje – Pakoštane      | 4:3     |
| Škabrnja '91 – Hajduk    | 3:2     |
| Dragovoljac – Polača     | 2:0     |
| Arbanasi – Pag           | 5:0     |
| Zemunik – Hrvatski Vitez | 1:0     |
| [ 10 ]                   |         |

| 7. kolo                      | 7. kolo |
| ---------------------------- | ------- |
| 27./28./31. listopada 2018.  |         |
| Zlatna luka – Hrvatski Vitez | 2:1     |
| Pag – Zemunik                | 1:2     |
| Polača – Arbanasi            | 3:0     |
| Hajduk – Dragovoljac         | 2:0     |
| Pakoštane – Škabrnja '91     | 0:1     |
| Dalmatinac – Bibinje         | 1:0     |
| Sabunjar – Velebit           | 0:2     |
| [ 11 ] [ 5 ]                 |         |

| 8. kolo                   | 8. kolo |
| ------------------------- | ------- |
| 3./4./21. studenog 2018.  |         |
| Zlatna luka – Velebit     | 2:3     |
| Bibinje – Sabunjar        | 0:0     |
| Škabrnja '91 – Dalmatinac | 5:2     |
| Dragovoljac – Pakoštane   | 0:1     |
| Arbanasi – Hajduk         | 0:3     |
| Zemunik – Polača          | 2:1     |
| Hrvatski Vitez – Pag      | 7:0     |
| [ 12 ] [ 5 ]              |         |

| 9. kolo                  | 9. kolo |
| ------------------------ | ------- |
| 10./11. studenog 2018.   |         |
| Pag – Zlatna luka        | 0:3     |
| Polača – Hrvatski Vitez  | 0:4     |
| Hajduk – Zemunik         | 6:3     |
| Pakoštane – Arbanasi     | 5:0     |
| Dalmatinac – Dragovoljac | 0:1     |
| Sabunjar – Škabrnja '91  | 0:2     |
| Velebit – Bibinje        | 1:2     |
| [ 13 ]                   |         |

| 10. kolo                | 10. kolo |
| ----------------------- | -------- |
| 17./18. studenog 2018.  |          |
| Zlatna luka – Bibinje   | 1:4      |
| Škabrnja '91 – Velebit  | 0:3      |
| Dragovoljac – Sabunjar  | 3:0      |
| Arbanasi – Dalmatinac   | 0:0      |
| Zemunik – Pakoštane     | 2:2      |
| Hrvatski Vitez – Hajduk | 2:0      |
| Pag – Polača            | 0:3      |
| [ 14 ]                  |          |

| 11. kolo                              | 11. kolo |
| ------------------------------------- | -------- |
| 24./25. studenog / 15. prosinca 2018. |          |
| Polača – Zlatna luka                  | 1:6      |
| Hajduk – Pag                          | 3:0 p.f. |
| Pakoštane – Hrvatski Vitez            | 3:1      |
| Dalmatinac – Zemunik                  | 2:0      |
| Sabunjar – Arbanasi                   | 2:0      |
| Velebit – Dragovoljac                 | 1:4      |
| Bibinje – Škabrnja '91                | 1:1      |
| [ 15 ] [ 5 ]                          |          |

| 12. kolo                    | 12. kolo |
| --------------------------- | -------- |
| 1./2. prosinca 2018.        |          |
| Zlatna luka – Škabrnja      | 3:1      |
| Pag – Pakoštane             |          |
| Hrvatski Vitez – Dalmatinac | 1:2      |
| Zemunik – Sabunjar          | 6:3      |
| Arbanasi – Velebit          | 2:2      |
| Dragovoljac – Bibinje       | 2:0      |
| Polača – Hajduk             | 3:2      |
| [ 16 ]                      |          |

| 13. kolo                   | 13. kolo |
| -------------------------- | -------- |
| 8./9. prosinca 2018.       |          |
| Hajduk – Zlatna luka       | 2:1      |
| Pakoštane – Polača         | 4:2      |
| Dalmatinac – Pag           |          |
| Sabunjar – Hrvatski Vitez  | 0:4      |
| Velebit – Zemunik          | 4:0      |
| Bibinje – Arbanasi         | 2:0      |
| Škabrnja '91 – Dragovoljac | 2:1      |
| [ 17 ]                     |          |

| 14. kolo                  | 14. kolo |
| ------------------------- | -------- |
| 3. ožujka 2019.           |          |
| Zlatna luka – Dragovoljac | 0:1      |
| Škabrnja '91 – Arbanasi   | 1:0      |
| Bibinje – Zemunik         | 3:0      |
| Velebit – Hrvatski Vitez  | 4:0      |
| Dalmatinac – Polača       | 3:0      |
| Pakoštane – Hajduk        | 5:1      |
| [ 18 ]                    |          |

| 15. kolo                 | 15. kolo |
| ------------------------ | -------- |
| 9./10. ožujka 2019.      |          |
| Pakoštane – Zlatna luka  | 3:0      |
| Hajduk – Dalmatinac      | 1:0      |
| Polača – Sabunjar        | 1:2      |
| Hrvatski Vitez – Bibinje | 1:0      |
| Zemunik – Škabrnja '91   | 1:1      |
| Arbanasi – Dragovoljac   | 0:3      |
| [ 19 ]                   |          |

| 16. kolo                      | 16. kolo |
| ----------------------------- | -------- |
| 16./17. ožujka 2019.          |          |
| Zlatna luka – Arbanasi        | 6:0      |
| Dragovoljac – Zemunik         | 1:2      |
| Škabrnja '91 – Hrvatski Vitez | 1:1      |
| Velebit – Polača              | 4:2      |
| Sabunjar – Hajduk             | 1:1      |
| Dalmatinac – Pakoštane        | 1:0      |
| [ 20 ]                        |          |

| 17. kolo                     | 17. kolo |
| ---------------------------- | -------- |
| 23./24. ožujka 2019.         |          |
| Dalmatinac – Zlatna Luka     | 1:0      |
| Pakoštane – Sabunjar         | 1:0      |
| Hajduk – Velebit             | 1:1      |
| Polača – Bibinje             | 0:2      |
| Hrvatski Vitez – Dragovoljac | 1:0      |
| Zemunik – Arbanasi           | 4:1      |
| [ 21 ]                       |          |

| 18. kolo                  | 18. kolo |
| ------------------------- | -------- |
| 31. ožujka 2019.          |          |
| Zlatna luka – Zemunik     | 2:0      |
| Arbanasi – Hrvatski Vitez | 0:2      |
| Škabrnja '91 – Polača     | 4:2      |
| Bibinje – Hajduk          | 1:2      |
| Velebit – Pakoštane       | 0:2      |
| Sabunjar – Dalmatinac     | 1:3      |
| [ 22 ]                    |          |

| 19. kolo                 | 19. kolo |
| ------------------------ | -------- |
| 6./7. travnja 2019.      |          |
| Sabunjar – Zlatna luka   | 4:3      |
| Dalmatinac – Velebit     | 2:0      |
| Pakoštane – Bibinje      | 4:1      |
| Hajduk – Škabrnja '91    | 1:0      |
| Polača – Dragovoljac     | 2:4      |
| Hrvatski Vitez – Zemunik | 2:1      |
| [ 23 ]                   |          |

| 20. kolo                     | 20. kolo |
| ---------------------------- | -------- |
| 13./14. travnja 2019.        |          |
| Hrvatski Vitez – Zlatna luka | 4:0      |
| Arbanasi – Polača            | 1:3      |
| Dragovoljac – Hajduk         | 0:2      |
| Škabrnja '91 – Pakoštane     | 0:1      |
| Bibinje – Dalmatinac         | 0:1      |
| Velebit – Sabunjar           | 3:0      |
| [ 24 ]                       |          |

| 21. kolo                  | 21. kolo |
| ------------------------- | -------- |
| 20./22./24. travnja 2019. |          |
| Velebit' – Zlatna luka    | 5:0      |
| Sabunjar – Bibinje        | 1:3      |
| Dalmatinac – Škabrnja '91 | 0:1      |
| Pakoštane – Dragovoljac   | 2:1      |
| Hajduk – Arbanasi         | 3:2      |
| Polača – Zemunik          | 2:4      |
| [ 25 ]                    |          |

| 22. kolo                 | 22. kolo |
| ------------------------ | -------- |
| 27./28. travnja 2019.    |          |
| Hrvatski Vitez – Polača  | 5:1      |
| Zemunik – Hajduk         | 2:1      |
| Arbanasi – Pakoštane     | 0:5      |
| Dragovoljac – Dalmatinac | 1:0      |
| Škabrnja '91 – Sabunjar  | 4:1      |
| Bibinje – Velebit        | 1:0      |
| [ 26 ]                   |          |

| 23. kolo                | 23. kolo |
| ----------------------- | -------- |
| 4./5./15. svibnja 2019. |          |
| Bibinje – Zlatna luka   | 1:2      |
| Velebit – Škabrnja '91  | 1:4      |
| Sabunjar – Dragovoljac  | 0:3      |
| Dalmatinac – Arbanasi   | 5:1      |
| Pakoštane – Zemunik     | 5:1      |
| Hajduk – Hrvatski Vitez | 1:1      |
| [ 27 ] [ 5 ]            |          |

| 24. kolo                      | 24. kolo |
| ----------------------------- | -------- |
| 11./12./15./22. svibnja 2019. |          |
| Zlatna luka – Polača          | 2:0      |
| Hrvatski Vitez – Pakoštane    | 0:2      |
| Zemunik – Dalmatinac          | 1:0      |
| Arbanasi – Sabunjar           | 1:3      |
| Dragovoljac – Velebit         | 4:0      |
| Škabrnja '91 – Bibinje        | 2:2      |
| [ 28 ] [ 29 ] [ 5 ]           |          |

| 25. kolo                    | 25. kolo |
| --------------------------- | -------- |
| 18./19./29. svibnja 2019.   |          |
| Škabrnja '91 – Zlatna luka  | 3:1      |
| Bibinje – Dragovoljac       | 1:2      |
| Velebit – Arbanasi          | 5:0      |
| Sabunjar – Zemunik          | 2:2      |
| Dalmatinac – Hrvatski Vitez | 0:1      |
| Hajduk – Polača             | 8:0      |
| [ 29 ] [ 30 ]               |          |

| 26. kolo                   | 26. kolo |
| -------------------------- | -------- |
|                            |          |
| Zlatna luka – Hajduk       | 3:5      |
| Polača – Pakoštane         | 0:2      |
| Hrvatski Vitez – Sabunjar  | 2:0      |
| Zemunik – Velebit          | 3:2      |
| Arbanasi – Bibinje         | 0:3      |
| Dragovoljac – Škabrnja '91 | 1:2      |
| [ 30 ]                     |          |

## Najbolji strijelci
Izvori:
Strijelci 10 i više pogodaka: 
| 28 golova - Martin Bačkov (Pakoštane) 22 gola - Darko Smolić (Zlatna luka) 18 golova - Goran Burčul (Hajduk) 16 golova - Anton Rašić (Velebit) | 15 golova - Valentino Srzentić (Dragovoljac) 14 golova - Antonio Žilić (Škabrnja '91) 13 golova - Mateo Rončević (Hrvatski Vitez) 10 golova - Nino Jurjević-Adžić (Zemunik) |

## Unutrašnje poveznice
- 1. ŽNL Zadarska
- 2. ŽNL Zadarska 2018./19.
- Kup Nogometnog saveza Zadarske županije 2018./19.
- 1. ŽNL Dubrovačko-neretvanska 2018./19.
- 1. ŽNL Splitsko-dalmatinska 2018./19.
- ŽNL Šibensko-kninska 2018./19.
- 3. HNL – Jug 2018./19.

## Vanjske poveznice
- Nogometni savez Zadarske županije
- Nogometni savez Zadarske županije – 1. ŽNL  Arhivirana inačica izvorne stranice od 1. lipnja 2017. (Wayback Machine)
- rsssf.com, Hrvatska 2018./19., 1. ŽNL